# أورا إنتين فولمان
أورا إنتين فولمان عالمة فيزياء إسرائيلية متخصصة في فيزياء المواد المكثفة. وهي أستاذة فخرية في جامعة تل أبيب وفي جامعة بن غوريون في النقب. 

## الدراسة والعمل
درست إنتين فولمان الرياضيات والفيزياء في التخنيون – معهد إسرائيل للتكنولوجيا، وحصلت على درجة البكالوريوس في كليهما في عام 1965 ودرجة الماجستير في الفيزياء عام 1967. وأكملت درجة الدكتوراه. في جامعة بار إيلان عام 1973. 
بعد حصولها على درجة الدكتوراه، عملت محاضرة في جامعة تل أبيب، وأصبحت بروفيسورة في عام 1986 وتقاعدت كأستاذة فخرية في عام 2006. وفي العام نفسه، تولت منصب الأستاذية في جامعة بن غوريون، حيث أصبحت أستاذة فخرية في عام 2013. 

## مساهماتها
ألف بالاشتراك مع أمنون أهاروني كتاب مقدمة في فيزياء الحالة الصلبة (العالم العلمي، 2018).
عملت مع هاموتال باري-سوروكر ويوسف إيمري حول التيارات المستمرة في الموصلات المقاومة. 

## تعرُّف
انتخبت فولمان كزميل للجمعية الفيزيائية الأمريكية في عام 1993، "لإسهاماتها في نظرية الموصلية الفائقة الحبيبية، والكسور، والتوطين القوي، والبصريات غير الخطية في المواد الجديدة".  وانتخبت لعضوية الأكاديمية الأمريكية للفنون والعلوم في عام 2018، كعضو فخري دولي، لمساهماتها الأساسية في مجموعة واسعة من المواضيع في نظرية فيزياء المادة المكثفة، بما في ذلك الموصلية الفائقة، وتوطين الإلكترون والفونون، والمغناطيسية، وعلم النانو، والإلكترونيات الدورانية".  وهي أيضًا عضو أجنبي في الأكاديمية النرويجية للعلوم والآداب .  وفي عام 2022 تم انتخابها لعضوية الأكاديمية الإسرائيلية للعلوم والإنسانيات  وأصبحت زميلة فخرية في معهد الفيزياء. 